# Orgunga
Orgunga é o álbum de estreia do rapper brasileiro Rico Dalasam. Foi lançado em 3 de junho de 2016. Tendo diversos produtores, o disco de Rico tem a sonoridade rap, mesclando com hip-hop e percussões brasileiras. Com faixas tocantes e contando suas histórias de vida, Rico se reúne com vários produtores musicais no processo desse álbum, como os nomes: Mahal Pita, Xuxa Levy, Arthur Joly, Pifo, Duani e Filiph Neo.

## Produção
Em 2015, Rico lançou seu primeiro extended play, Modo Diverso, tendo faixas como Riquíssima e Aceite-C. O sucesso do EP, fez com que entrasse em estúdio para um novo projeto, sendo ele seu primeiro álbum. Todas as composições do álbum sendo de Rico Dalasam, foi gravada no estúdio Comando S em 2016. 
Nas faixas MiliMili e o remix Riquíssima foram produzidas por Mahal Pita, Dalasam e Esse Close Eu Dei foram por Filiph Neo, Drama por Pifo, Honestamente por Arthur Joly, Relógios por Xuxa Levy e Vambora por Duani.

## Singles
Esse Close Eu Dei = Primeiro single do álbum, lançada como videoclipe dirigido por Nicole Fischer e Amadeo Canônico em 24 de Maio de 2016, a canção composta por Rico traz um empoderamento na letra, começando a letra logo com: sente esse calafrio! 
Vambora = Segundo e último single do disco, lançada com um videoclipe simples, se despedindo da era do álbum.
| Críticas profissionais | Críticas profissionais |
| Avaliações da crítica  | Avaliações da crítica  |
| Fonte                  | Avaliação              |
| ---------------------- | ---------------------- |
| Monkeybuzz             | 7/10                   |
| O Globo                | bom                    |

## Faixas
1. MiliMili
2. Riquíssima (Remix)
3. Dalasam
4. Esse Close Eu Dei
5. Drama
6. Honestamente
7. Relógios
8. Vambora